# ミッフィーのあいうえおあそび
『ミッフィーのあいうえおあそび』は、キングレコードから発売された童謡のコンピレーション・アルバム。1998年2月21日発売。キングレコードが初めてリリースしたミッフィー関連のカルタ付きCDであり、発売当時はマスメディアにも採り上げられた。

## 概要
- 歌は一部を除き、短縮バージョンで収録されている。
- 歌が1曲ずつ終わった後に、長沢彩のナレーションが入る。

## 収録曲
- 1.アイスクリームのうた
- 2.いとまき
- 3.うみ
- 4.えんぴつがいっぽん
- 5.おもちゃのチャチャチャ
- 6.かえるのがっしょう
- 7.きしゃポッポ
- 8.はたらくくるま
- 9.ハッピー・バースデー・トゥー・ユー
- 10.ことりのうた
- 11.アイアイ
- 12.しまうまグルグル
- 13.すうじのうた
- 14.おかあさん
- 15.ぞうさん
- 16.おおきなたいこ
- 17.ちょうちょう
- 18.つき
- 19.やぎさんゆうびん
- 20.とけいのうた
- 21.なかよしこみち
- 22.にんぎょう
- 23.くまのぬいぐるみ
- 24.ねこふんじゃった
- 25.だいくさんはトントン
- 26.ぶんぶんぶん
- 27.メリーさんのひつじ
- 28.ぶらんこ
- 29.ペンギンパラダイス
- 30.キラキラぼし
- 31.おお まきばはみどり
- 32.みかんのはなさくおか
- 33.りんご
- 34.とんぼのめがね
- 35.もりへいきましょう
- 36.やまがすき うみがすき
- 37.ゆき
- 38.ヨット
- 39.らくだ
- 40.リンゴのひとりごと
- 41.おるすばん
- 42.レモンの木
- 43.ロバ ちょっとすねた
- 44.とんでったバナナ
- 45.パンダ・ダ・パ・ヤッ